# People Make The World Go Round
«People Make The World Go Round» (en español: «La Gente Hace Girar Al Mundo») es un sencillo del grupo vocal estadounidense de música soul The Stylistics, de su álbum homónimo debut The Stylistics, lanzado en 1971.

## Información
La canción fue escrita por los compositores estadounidenses Linda Creed y Thom Bell, y producida por este último. Fue lanzada como quinto sencillo de su álbum homónimo debut.

### Lista de canciones
Vinilo 7"
- A «People Make The World Go Round» — 3:28
- B «Point Of No Return» — 2:44

Vinilo, 7", 45 RPM, Promo
- A «People Make The World Go Round» (Versión corta) — 3:28
- B «People Make The World Go Round» (Versión larga) — 6:26

Vinilo 7", Reissue
- A «People Make The World Go Round» — 3:28
- AA «I'm Stone In Love With You» — 3:21

## Versiones
La canción originalmente fue grabada por The Stylistics, a continuación una lista de algunos artistas que han realizado sus propias versiones de la canción:
| - Michael Jackson - The Jackson 5 - Raven-Symoné - Milt Jackson - Bobby Hutcherson & Moacir Santos - Hugh Masekela - Freddie Hubbard - Ramsey Lewis - Ron Carter - David Toop - Monty Alexander & Sly & Robbie - Ruddy Thomas - Jerry Garcia & Merl Saunders - Chuck Brown - Marcus Miller - Angela Bofill & Gilles Peterson | - Medline - Carl Craig - Alton & Hortense Ellis - Zero 7 - Bob Baldwin - Rose Royce - Richard Elliot - Chosen Few - Young-Holt Unlimited - The Pharaohs - Johnny Lytle - Innerzone Orchestra - Stevie Wonder - The Temprees - Ralph Peterson |

## Posicionamiento
| Listas (1972)                        | Posición |
| ------------------------------------ | -------- |
| U.S. Billboard Hot 100               | 25       |
| U.S. Billboard Hot R&B/Hip-Hop Songs | 6        |